# 月曜ミステリーシアター
月曜ミステリーシアター（げつようみすてりーしあたー）は、TBS系列で、2013年4月15日から2015年3月23日まで毎週月曜20:00 - 20:54（JST）に放送されていた連続ドラマである。ステレオ放送。連動データ放送（2014年7月7日より）を実施していた。TBS系列全国28局ネット。『確証〜警視庁捜査3課』より開始。

## 概要
同枠では長年にわたり松下電器・松下電工→松下電器・松下電工以外の松下グループ各社→松下グループ→パナソニックグループの単独スポンサー番組として『ナショナル ゴールデン・アワー→ナショナル劇場』→『パナソニック ドラマシアター』と題して、時代劇を中心に、随時ホームドラマやサスペンス・ミステリー作品などを放送した。2012年1月以後はタイトルを改名することなく、サスペンス・ミステリーが主体となったが、2013年4月の改編に伴い、より幅広い年齢層に支持されるそれに特化したものとしてゾーンタイトルを『月曜ミステリーシアター』と「パナソニック」の冠タイトルを外したものに改めて再スタートすることとなった。これに伴い、『ナショナル劇場』の時代より長きに渡って親しまれた番組開始のオープニングキャッチは、本シリーズより廃止された。

### パナソニックグループ一社提供終了・複数社提供へ移行
2013年4月 - 9月クールはパナソニックグループの単独提供は維持されていたが、パナソニックは2013年7月に、10月より当枠が複数社提供番組に変更する事を発表した。2013年9月16日終了の『名もなき毒』を以ってパナソニックグループ一社提供での放送は終了し、1956年4月開始の『ナショナル ゴールデン・アワー』から続いたパナソニックグループ（旧松下グループ）単独提供枠は57年6か月で幕を下ろしたと同時に、TBS系列から一社提供番組における連続ドラマは姿を消した。
これにより、パナソニックグループ（旧松下グループ）単独提供から複数社提供へ移行する連続ドラマは、1980年1月10日の『ナショナルゴールデン劇場』（テレビ朝日）の複数社提供への移行（複数社提供に移行後は『ゴールデン劇場』に改題、松下電器・松下電工も複数社提供の2社として残留。1981年9月終了）以来となった。この継続提供期間は単独提供番組としては日本で最長であった。
2013年10月からパナソニックグループ（パナソニック・パナホーム（隔週））を筆頭スポンサーとする複数社提供となっている。なお、番宣ポスターでは引き続き「提供：パナソニックグループ」と表記され、提供他社名や「ほか」は追記されていない。
放送された作品の殆どが刑事・警察を舞台としたミステリーであった。

### 59年にわたるTBS月曜20時台の連続ドラマの廃止へ
2015年3月23日をもって20時台の連続ドラマは廃止となり、1956年4月から59年間続いてきたTBS月曜20時台の連続ドラマは幕を下ろすことになった。後番組はバラエティ番組となり、タカアンドトシ司会の『世にも不思議なランキング なんで?なんで?なんで?』となったが、パナソニックグループは完全にスポンサーを降りた。これによりTBS月曜20時台の連続ドラマは全廃になり、在京民放の20時台の連続ドラマはテレビ朝日の『木曜ミステリー』と、テレビ東京の『金曜8時のドラマ』の2本だけとなる。また20時台の連続ドラマが廃止になった事で、在京キー局の月曜ゴールデンでの「1時間連続ドラマ」は、フジテレビ系列の「月9」だけとなる。一方でプライムタイムまで含めると、テレビ東京が月曜22時台に2018年4月から2020年6月まで『ドラマBiz』、2020年10月から2021年3月まで『ドラマプレミア10』がそれぞれ編成されていたため2本存在した時期があった。2015年4月から2018年3月、2020年7月から9月および2021年4月から9月はプライムタイムを含めても「月9」だけだった時期が存在したが、2021年10月からはフジテレビの月曜22時台にカンテレ制作のドラマが編成されたため再び2本となっている。
2017年1月23日から長年にわたって月曜21時・22時台に放送されていた2時間ドラマ（『月曜名作劇場』）が20:00開始の2時間に変更するため、当枠以来1年10か月ぶりに月曜20時台でドラマが放送されたがこちらも2019年3月25日をもって終了となり、2019年4月以降は月曜20時台には『有田哲平と高嶋ちさ子の人生イロイロ超会議』が編成され、2年3か月ぶりにバラエティ番組に戻った。

## 放送作品
| 作 | タイトル                                 | 放送期間                  | 原作                             | 共同製作の外部プロダクション                                | 主演               | 備考                         |
| -- | ---------------------------------------- | ------------------------- | -------------------------------- | ----------------------------------------------------------- | ------------------ | ---------------------------- |
| 1  | 確証〜警視庁捜査3課                      | 2013年4月15日 - 6月24日   | 今野敏（双葉社刊）               | ドリマックス・テレビジョン （『隠蔽捜査』を除いて制作協力） | 高橋克実、榮倉奈々 | パナソニックグループ一社提供 |
| 2  | 名もなき毒（杉村三郎シリーズ・1）        | 2013年7月8日 - 9月16日    | 宮部みゆき（文藝春秋文春文庫刊） | ドリマックス・テレビジョン （『隠蔽捜査』を除いて制作協力） | 小泉孝太郎         | パナソニックグループ一社提供 |
| 3  | 刑事のまなざし                           | 2013年10月7日 - 12月16日  | 薬丸岳（講談社講談社文庫刊）     | ドリマックス・テレビジョン （『隠蔽捜査』を除いて制作協力） | 椎名桔平           | 複数社提供                   |
| 4  | 隠蔽捜査                                 | 2014年1月13日 - 3月24日   | 今野敏（新潮社新潮文庫刊）       | ドリマックス・テレビジョン （『隠蔽捜査』を除いて制作協力） | 杉本哲太、古田新太 | 複数社提供                   |
| 5  | ホワイト・ラボ〜警視庁特別科学捜査班〜   | 2014年4月14日 - 6月23日   |                                  | 東宝株式会社 （制作協力）                                   | 北村一輝           | 複数社提供                   |
| 6  | ペテロの葬列（杉村三郎シリーズ・2）      | 2014年7月7日 - 9月15日    | 宮部みゆき（集英社刊）           | ドリマックス・テレビジョン （制作協力）                     | 小泉孝太郎         | 複数社提供                   |
| 7  | SAKURA〜事件を聞く女〜                   | 2014年10月20日 - 12月22日 |                                  | The icon                                                    | 仲間由紀恵         | 複数社提供                   |
| 8  | 警部補・杉山真太郎〜吉祥寺署事件ファイル | 2015年1月12日 - 3月23日   |                                  | 東映                                                        | 谷原章介           | 複数社提供                   |

## ネット局と放送時間
| 放送対象地域   | 放送局                      | 系列    | 放送期間                      | 放送時間（JST）    |
| -------------- | --------------------------- | ------- | ----------------------------- | ------------------ |
| 関東広域圏     | TBSテレビ（TBS） 【制作局】 | TBS系列 | 2013年4月15日 - 2015年3月23日 | 月曜 20:00 - 20:54 |
| 北海道         | 北海道放送（HBC）           | TBS系列 | 2013年4月15日 - 2015年3月23日 | 月曜 20:00 - 20:54 |
| 青森県         | 青森テレビ（ATV）           | TBS系列 | 2013年4月15日 - 2015年3月23日 | 月曜 20:00 - 20:54 |
| 岩手県         | IBC岩手放送（IBC）          | TBS系列 | 2013年4月15日 - 2015年3月23日 | 月曜 20:00 - 20:54 |
| 宮城県         | 東北放送（TBC）             | TBS系列 | 2013年4月15日 - 2015年3月23日 | 月曜 20:00 - 20:54 |
| 山形県         | テレビユー山形（TUY）       | TBS系列 | 2013年4月15日 - 2015年3月23日 | 月曜 20:00 - 20:54 |
| 福島県         | テレビユー福島（TUF）       | TBS系列 | 2013年4月15日 - 2015年3月23日 | 月曜 20:00 - 20:54 |
| 山梨県         | テレビ山梨（UTY）           | TBS系列 | 2013年4月15日 - 2015年3月23日 | 月曜 20:00 - 20:54 |
| 新潟県         | 新潟放送（BSN）             | TBS系列 | 2013年4月15日 - 2015年3月23日 | 月曜 20:00 - 20:54 |
| 長野県         | 信越放送（SBC）             | TBS系列 | 2013年4月15日 - 2015年3月23日 | 月曜 20:00 - 20:54 |
| 静岡県         | 静岡放送（SBS）             | TBS系列 | 2013年4月15日 - 2015年3月23日 | 月曜 20:00 - 20:54 |
| 富山県         | チューリップテレビ（TUT）   | TBS系列 | 2013年4月15日 - 2015年3月23日 | 月曜 20:00 - 20:54 |
| 石川県         | 北陸放送（MRO）             | TBS系列 | 2013年4月15日 - 2015年3月23日 | 月曜 20:00 - 20:54 |
| 中京広域圏     | CBCテレビ（CBC）            | TBS系列 | 2013年4月15日 - 2015年3月23日 | 月曜 20:00 - 20:54 |
| 近畿広域圏     | 毎日放送（MBS）             | TBS系列 | 2013年4月15日 - 2015年3月23日 | 月曜 20:00 - 20:54 |
| 鳥取県・島根県 | 山陰放送（BSS）             | TBS系列 | 2013年4月15日 - 2015年3月23日 | 月曜 20:00 - 20:54 |
| 岡山県・香川県 | 山陽放送（RSK）             | TBS系列 | 2013年4月15日 - 2015年3月23日 | 月曜 20:00 - 20:54 |
| 広島県         | 中国放送（RCC）             | TBS系列 | 2013年4月15日 - 2015年3月23日 | 月曜 20:00 - 20:54 |
| 山口県         | テレビ山口（tys）           | TBS系列 | 2013年4月15日 - 2015年3月23日 | 月曜 20:00 - 20:54 |
| 愛媛県         | あいテレビ（ITV）           | TBS系列 | 2013年4月15日 - 2015年3月23日 | 月曜 20:00 - 20:54 |
| 高知県         | テレビ高知（KUTV）          | TBS系列 | 2013年4月15日 - 2015年3月23日 | 月曜 20:00 - 20:54 |
| 福岡県         | RKB毎日放送（RKB）          | TBS系列 | 2013年4月15日 - 2015年3月23日 | 月曜 20:00 - 20:54 |
| 長崎県         | 長崎放送（NBC）             | TBS系列 | 2013年4月15日 - 2015年3月23日 | 月曜 20:00 - 20:54 |
| 熊本県         | 熊本放送（RKK）             | TBS系列 | 2013年4月15日 - 2015年3月23日 | 月曜 20:00 - 20:54 |
| 大分県         | 大分放送（OBS）             | TBS系列 | 2013年4月15日 - 2015年3月23日 | 月曜 20:00 - 20:54 |
| 宮崎県         | 宮崎放送（MRT）             | TBS系列 | 2013年4月15日 - 2015年3月23日 | 月曜 20:00 - 20:54 |
| 鹿児島県       | 南日本放送（MBC）           | TBS系列 | 2013年4月15日 - 2015年3月23日 | 月曜 20:00 - 20:54 |
| 沖縄県         | 琉球放送（RBC）             | TBS系列 | 2013年4月15日 - 2015年3月23日 | 月曜 20:00 - 20:54 |

## 製作クレジット
- 原則として共同製作する外部プロダクション（TBS系列のプロダクション含む）が製作協力、TBSが製作著作としてクレジットされているが、『隠蔽捜査』、『SAKURA〜事件を聞く女〜』、『警部補・杉山真太郎〜吉祥寺署事件ファイル』はTBS・外部プロダクションの共同製作の扱いとなっている。これはナショナル ゴールデン・アワー→ナショナル劇場→パナソニック ドラマシアター時代からの名残である[注 6]。

## 備考
『名もなき毒』以降、TBSに限り、第1話放送の直前枠（19:55 - 20:00）に予告番組『もうすぐ〇〇』（〇〇にはドラマのタイトルが入る。）が別途放送されるようになった。

### パナソニックグループ一社提供（2013年4月 - 9月）

#### 提供クレジット
提供クレジットは、開始時は最初のCMに入る前に、終了時は次回予告後に流され、提供クレジットの後に「このドラマはフィクションです。」と表示されて番組終了となっていた。提供クレジットは基本的に開始・終了共にナショナル劇場末期→パナソニック ドラマシアターの終了時のクレジットとほぼ同じで、半透明のブルーバック表示であった。なお、番組を通してのCM放送枠時間は4分30秒となっていた。
- 開始時のクレジットの提供読みは「この番組は、パナソニックグループがお送りします。」であった。
- 終了時は、隔週でのパナソニック・パナホームによる2社提供表示で、提供アナウンスとクレジットは以下のようになっていた。
  - 「この番組は、パナソニックの提供でお送りしました。」（パナソニックの完全一社提供でパナホームは提供なし）
  - 「この番組は、パナソニックとご覧のスポンサーの提供でお送りしました。」（パナソニックは4分、パナホームは30秒提供）
- スポンサーの読み上げはTBSアナウンサーの升田尚宏が担当していた。

#### その他
- ドラマの場面に使用される家電品、照明器具・ブレーカーなどの配線器具、システムキッチン・ユニットバスなどの住宅設備は、全てパナソニックグループ各社の製品となっており、特にテレビ（VIERAおよび業務用ビデオモニター・ディスプレイ）、掛時計、電話機、ファクシミリでは製造会社名「Panasonic」の文字がはっきり読めるくらいアップで映るケースがあった（複数社提供移行後もこのケースは時折みられる。時には製品の品番も映るケースがある。）。また出演者が自転車に乗っている場面では、関連会社の「パナソニック サイクルテック」製の自転車が使用されていた。
- 新聞のラテ欄に出稿される当枠の宣伝広告は前枠ではパナソニック側が出稿する広告となっていたが、当枠においてはTBS（系列）側によるものとなっており、前枠にあった社名ロゴ等、パナソニックグループ単独提供を示す表示は一切なされていなかった。

### 複数社提供（2013年10月 - 2015年3月）

#### 提供クレジット
- 提供クレジットは、パナソニックグループ一社提供同様に、開始時は最初のCMに入る前に、終了時は次回予告後に流され、提供クレジットの後に「このドラマはフィクションです。」と表示されて番組終了となっていた。提供クレジットは基本的に開始・終了共にナショナル劇場末期→パナソニック ドラマシアターの終了時のクレジットとほぼ同じである。